# Регнарт, Якоб

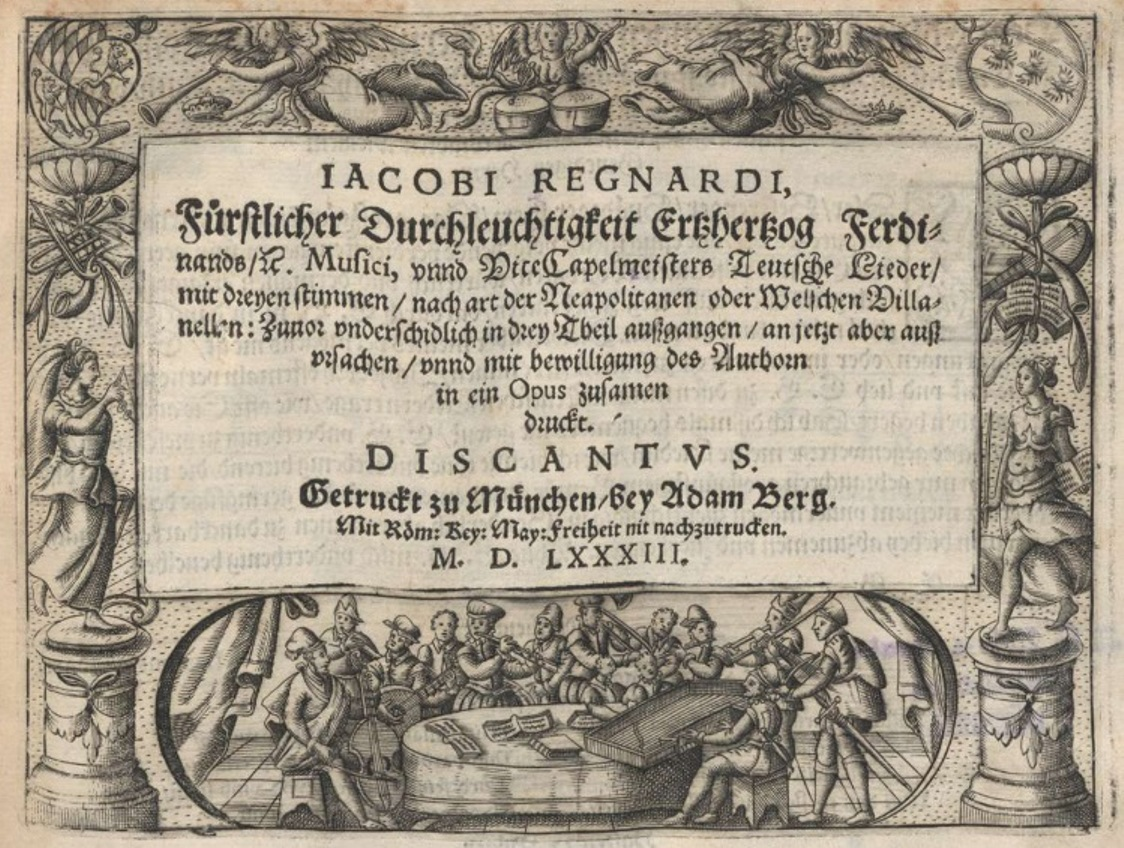
Регнарт. Сборник немецких песен «Teutsche Lieder zu dreyen stimmen», 1583 (титульная страница, дискантовый голос)

Я́коб Ре́гнарт (флам. Jacob Regnart), или Жак Ренья́р (фр. Jaсques Regnart) (между 1540 и 1545, Дуэ, Французская Фландрия – 16.10.1599, Прага) — франко-фламандский композитор, работавший на территории современных Австрии и Чехии.

## Очерк жизни и творчества
Ещё в юности покинул родину, с 1557 г. служил певчим при дворе эрцгерцога Максимилиана II в Праге. Брал уроки музыки там же у Я. Вата. После того как в 1564 г. Максимилиан стал императором Священной Римской империи, Регнарт переехал с императорской капеллой в Вену. В 1568–1570 гг. стажировался в Италии (вероятно, в Венеции), затем вернулся в венскую капеллу, где преподавал основы теории музыки. С 1564 г. сочинения Регнарта стали включать в сборники музыки разных композиторов (в одном ряду с О. ди Лассо, Климентом-не-Папой, А. Утендалем и другими). С 1574 г. активно печатал авторские сборники. С 1576 г. вице-капельмейстер при дворе императора Рудольфа II в Праге. С 1582 г. вице-капельмейстер, с 1585 г. капельмейстер при дворе эрцгерцога Фердинанда II в Инсбруке, вербовал для капеллы профессиональных певчих и инструменталистов из Италии и Нидерландов. После смерти Фердинанда (1595) и роспуска капеллы вернулся в Прагу, где в 1596 г. вновь занял должность вице-капельмейстера (при капельмейстере Ф. де Монте).
Регнарт, писавший духовную (католическую) и светскую вокальную музыку, одинаково хорошо владел и старым франко-фламандским, и новым итальянским стилем. Проявил себя как мастер имитационной полифонии в мессах (всего 37, изданы посмертно), и мотетах (более 120) преимущественно на 4–6 голосов, изданных в сборниках «Несколько духовных песен» («Sacrae aliquot cantiones», 1575), «Несколько песен» («Aliquot cantiones», 1577), «Мариал» («Mariale, hoc est, Opusculum sacrarum cantionum omnibus Beatissimae Virginis Mariae festivitatibus», на марианские молитвословные тексты, в том числе пятичастный «Stabat mater»; 1588), «Sacrarum cantionum <...> liber primus» (сборник издан посмертно в 1605). Сборник магнификатов (1614) утрачен.
Огромную популярность в Германии ещё при жизни Регнарта приобрели его трёхголосные песни, написанные в стилистике итальянской вилланеллы в простой силлабике, моноритмической фактуре и с многочисленными параллельными квинтами. Немецкие песни (общим число 67) были изданы в трёх «книгах» под названием «Занятные немецкие песни» («Kurtzweilige teutsche Lieder») в 1574, 1577 и 1579 годах. В 1583 году эти три сборника были сведены воедино и напечатаны под названием «Немецкие песни на 3 голоса, на манер неаполитанских вилланнелл... сведенные в одну книгу» («Teutsche Lieder mit dreyen Stimmen, nach der art der Neapolitanen oder Welschen Villanellen... in ein Opus zusamendruckt»; см. иллюстрацию). В последующие годы (в течение примерно 30 лет) Lieder Регнарта неоднократно переиздавались под похожими заголовками — отдельно и в составе тематических сборников разных композиторов.
Верхний голос одной из таких песен, «Венера, ты и твоё дитя» («Venus, du und dein Kind»), в результате (повышающей) контрафактуры и после некоторых изменений в мелодической линии лёг в основу популярной лютеранской духовной песни «Auf meinen lieben Gott» («На моего любимого Бога [уповаю в нужде]», EG 345), которую обрабатывали М. Вульпиус, И. Г. Шейн («Канционал», 1627), Ф. Тундер, Д. Букстехуде (BuxWV 179), И. Пахельбель, Г. Бём, И. С. Бах (BWV 188; та же мелодия с текстом «Wo soll ich fliehen hin» [«Куда мне бежать»] – в BWV 5, 89, 136) и другие композиторы. 
Регнарт повлиял на «итальянский вкус» Л. Лехнера, который среди прочего переработал трёхголосные вилланеллы Регнарта в более изысканной и «правильной» манере для пяти голосов и издал многогоголосные песни в 1579 г. в собственном сборнике под названием «Новые немецкие песни» («Neue teutsche Lieder»). Сборник пятиголосных немецких песен Регнарта «Новые занятные немецкие песни» («Newe kurtzweilige teutsche Lieder», 1580), а также два сборника пятиголосных итальянских песен «Первая книга итальянских песен» («Il primo libro delle canzone italiane», 1574) и «Вторая книга итальянских песен» («Il secundo libro delle canzone italiane», 1581) не вызвали общественного резонанса, возможно, потому, что написаны сложнее, с применением имитационной полифонии. Они близки стилистике современного композитору итальянского мадригала, хотя и лишены характерных для итальянцев экспериментов в области хроматики и музыкальной риторики. 
Инструментальное наследие Регнарта составляют около 30 клавирных и лютневых интабуляций популярных танцев и песен.